# إلوارا هوكز
إلوارا هوكز (بالإنجليزية: Illawarra Hawks) هو فريق كرة سلة أسترالي تأسس في سنة 1979 يقع في نيوساوث ويلز. يلعب في الدوري الأسترالي لكرة السلة.

## وصلات خارجية
- الموقع الرسمي